# Uegit
Uegit (in somalo Waajid) è una città della Somalia con circa 37.00 abitanti situata nella regione di Bakool, a 302 km ad Ovest di Mogadiscio, 78 km a Sudovest di Oddur e a 69 km a Sudest del confine somalo-etiope. È capoluogo della provincia omonima.